# جاك ويب
جاك ويب (بالإنجليزية: Jack Webb)‏ (و. 1920 – 1982 م) هو ممثل، ومخرج سينمائي، وكاتب سيناريو، وممثل أفلام، وممثل تلفزيوني، ومنتج أفلام، من الولايات المتحدة الأمريكية، ولد في سانتا مونيكا، كاليفورنيا، توفي في لوس أنجلوس، عن عمر يناهز 62 عاماً بسبب نوبة قلبية.

## جوائز
حصل على جوائز منها:
- جائزة إدغار.

## وصلات خارجية
- جاك ويب على موقع IMDb (الإنجليزية)
- جاك ويب على موقع الموسوعة البريطانية (الإنجليزية)
- جاك ويب على موقع ألو سيني (الفرنسية)
- جاك ويب على موقع ميوزك برينز (الإنجليزية)
- جاك ويب على موقع تيرنر كلاسيك موفيز (الإنجليزية)
- جاك ويب على موقع أول موفي (الإنجليزية)
- جاك ويب على موقع قاعدة بيانات الأفلام السويدية (السويدية)
- جاك ويب على موقع إن إن دي بي (الإنجليزية)
- جاك ويب على موقع أول ميوزيك (الإنجليزية)
- جاك ويب على موقع ديسكوغز (الإنجليزية)